# Гомес, Кристиан
Кристиан Густаво Гомес (исп. Christian Gustavo Gómez, родился 7 ноября 1974 года в Буэнос-Айресе) — аргентинский футболист, полузащитник, большую часть карьеры провёл в «Нуэва Чикаго».

## Карьера

### Аргентина
Гомес начал играть в профессиональный футбол в возрасте 17 лет с аргентинским клубом «Нуэва Чикаго», который в то время играл во втором дивизионе. Он играл с командой с 1991 по 1996 год, проведя 155 игр и забив 46 голов. В 1997 году Гомес переехал в один из сильнейших и самых успешных клубов Аргентины, «Индепендьенте», за который он играл с 1997 по 1999 год, забив 12 голов в 80 играх. В середине 1999 года он перешёл в «Архентинос Хуниорс», где закончил сезон 1999/2000. Затем Гомес вернулся в «Нуэва Чикаго» и помог команде завоевать повышение в первый дивизион, он забил 14 голов в 63 играх. Затем он ненадолго вернулся в «Индепендьенте» в 2002 году, прежде чем перейти в «Арсенал Саранди», где в период между 2002 и 2004 годами он сыграл 30 матчей и забил 6 голов.

### Соединённые Штаты
Ближе к концу сезона 2004 года Гомес подписал контракт с «Ди Си Юнайтед» из MLS, который был заинтересован в нём в течение нескольких лет. Гомес сыграл девять матчей в регулярном чемпионате за «Юнайтед», он очень хорошо сыгрался с Хайме Морено и закончил сезон с четырьмя голами. Затем он помог клубу завоевать Кубок MLS. В 2005 году Гомес забил 11 голов отдал 9 передач и был включён в символическую сборную MLS. В 2006 году Гомес стал самым ценным игроком MLS. В сезоне MLS 2007 года Гомес сыграл в 27 матчах (все с первых минут), забил 10 голов и отдал 9 передач. Гомес попадал в сборную MLS в 2005, 2006 и 2007 годах.
8 февраля 2008 года он был подписан «Колорадо Рэпидз». Однако первый сезон с «Рэпидз» был разочаровывающим, он был продан обратно в «Ди Си Юнайтед» перед началом сезона 2009 года.
После сезона 2009 года 1 февраля 2010 года было сообщено, что Гомес не будет играть за «Юнайтед» в сезоне 2010 года. Впоследствии 25 марта 2010 года он подписал контракт с клубом Второго дивизиона USSF, «Майами».

### Возвращение в «Нуэва Чикаго»
В 2011 году он подтвердил возвращение в свой первый клуб, «Нуэва Чикаго» из Примеры B Метрополитана. Он планировал помочь команде повыситься в классе и сразу уйти со спорта. 30 июня 2012 года команда добилась повышения в Примеру B Насьональ, победив в плей-офф принципиального соперника «Чакарита Хуниорс» (2:1).
21 сентября 2013 года он сыграл 300-й матч за клуб против «Акассусо».
3 апреля 2014 года по инициативе депутата местного совета Буэнос-Айреса Лорены Покойка Гомес получил награду за выдающиеся достижения в области спорта.
После победы с минимальным счётом над «Колегиалес» «Нуэва Чикаго» выиграл Примеру B Метрополитана 2013/14.
21 сентября 2014 года Гомес стал лидером по количеству игр за «Нуэва Чикаго», проведя 339-й матч и побив рекорд Оскара Лоярте.
По итогам сезона 2014 года клуб Гомеса спустя девять лет вернулся в высшую лигу.
24 февраля 2015 года Гомес перенёс разрыв связок в колене. В возрасте 40 лет он восстановился с целью снова сыграть за «Нуэва Чикаго». Наконец спустя семь месяцев он вышел на замену в матче против «Альдосиви», его команда выиграла со счётом 3:1. Причём на тот момент Гомес был самым возрастным полевым игроком в аргентинском футболе.
По итогам сезона его команда вылетела в Примеру B Насьональ. 12 июля 2017 года Гомес сыграл 400-й матч за «Нуэва Чикаго». В сезоне 2016/17 он сыграл 36 матчей, забив 12 мячей и став лучшим бомбардиром команды.